# Cigánd
Cigánd är en stad och kommun i distriktet Cigánd i provinsen Borsod-Abaúj-Zemplén i nordöstra Ungern. Kommunen har 2 840 invånare (2024), på en yta av 56,76 km².